# Canon EOS 50D
Canon EOS 50D — цифровой зеркальный фотоаппарат серии EOS компании Canon. Анонсирован 26 августа 2008 года и поступил в продажу в сентябре. Ориентирован на опытных любителей и полупрофессионалов, а также в качестве второй камеры для профессиональных фотографов. Предшествующая модель — Canon EOS 40D. В роли старшей модели Canon EOS с матрицей формата APS-C его сменил представленный 1 сентября 2009 года Canon EOS 7D, а 26 августа 2010 года был объявлен Canon EOS 60D — фотоаппарат несколько менее оснащённый и с существенно меньшей стоимостью.
Canon EOS 50D представляет собой цифровой зеркальный фотоаппарат с CMOS-датчиком с разрешением 15,1 млн пикселей. 50D — первый фотоаппарат, использующий для обработки изображения новый процессор DIGIC 4, поддерживающий обработку изображения с глубиной 14 бит на канал.
Как и вышедшие ранее модели Canon EOS-1D Mark III, 1Ds Mark III, 450D и 1000D, 50D поддерживает функцию LiveView, позволяющую использовать TFT-дисплей в качестве видоискателя. Новинкой стал контрастный автофокус, работающий в этом режиме.

## Основные отличия от Canon EOS 40D
Основными отличиями 50D от появившейся в 2007 году Canon EOS 40D являются:
- Разрешение сенсора выросло с 10,1 млн до 15,1 млн пикселов.
- Процессор DIGIC 4.
- Максимальная чувствительность 3200 (с возможностью расширения до 12800) ISO.
- Разрешение дисплея выросло с 230 тыс. до 920 тыс. пикселов.
- Общая и индивидуальная (до 20 определённых объективов, данные которых «прописаны» в камере) микронастройка автофокусировки объективов.
- Поддержка HDMI.
- Вес корпуса 730 г (740 г у 40D).

## Совместимость
Canon EOS 50D совместим с объективами с байонетами Canon EF и EF-S, а также фотовспышками Canon Speedlite серии EX.